# Dalston Junction állomás
A Dalston Junction a londoni Overground egyik állomása a 2-es zónában, az East London line érinti.

## Története
Az állomást 2010. április 27-én adták át az újranyitott East London line részeként.

## Forgalom
| Járat | Útvonal | Gyakoriság     |
| ----- | --- | -------------- |
|       | Highbury & Islington – Canonbury – Dalston Junction – Haggerston – Hoxton – Shoreditch High Street – Whitechapel – Shadwell – Wapping – Rotherhithe – Canada Water – Surrey Quays (– tovább New Cross, Crystal Palace, West Croydon és Clapham Junction felé) | 3-5 percenként |

## Átszállási kapcsolatok
| Állomás          | Átszállási kapcsolatok                  |
| ---------------- | --------------------------------------- |
| Dalston Junction | Helyi buszok (Dalston Junction Station) |

## Fordítás
- Ez a szócikk részben vagy egészben  a   Dalston Junction railway station című angol Wikipédia-szócikk fordításán alapul.  Az eredeti cikk szerkesztőit annak laptörténete sorolja fel. Ez a jelzés csupán a megfogalmazás eredetét és a szerzői jogokat jelzi, nem szolgál a cikkben szereplő információk forrásmegjelöléseként.